# 郗超
郗 超（ち ちょう、336年 - 377年）は、東晋の文官。字は景興または敬輿、小字は嘉賓。

## 生涯
東晋の名臣であった郗鑒の孫で、郗愔の子にあたり、祖父も父も東晋の皇室に忠義を尽くした。郗超は幼い頃から秀でた才能を示し、東晋の宰相を後に務める謝安からも自らの甥以上であると絶賛されていた。成長すると東晋の大司馬である桓温の軍に入り、後に征西大将軍掾として常に桓温の傍に仕えた。桓温は英気高邁な人柄であり他人を賞賛する事は少なかったが、郗超と話を交えた桓温はその才能を計り知れないと語るほどに感嘆の念を抱き、以降桓温は郗超に丁重な態度を以て接し、両者は深い友情を結ぶまでに至った。
太和4年（369年）3月、桓温は徐州・兗州刺史である郗超の父の郗愔、江州刺史である自身の弟の桓沖、豫州刺史である袁真らに前燕の討伐を命じた。当時、郗愔の管轄する徐州は精兵らの集まる地であったが、桓温は常々「京口では酒も呑めるし、兵士も集まる」と口にし、要衝である京口を郗愔が掌握する事を苦々しく思っていた。内情を知らなかった郗愔は「共に東晋の皇室を支えよう」と桓温に書状を送ったが、この書状を閲読した郗超はすぐにこれを破棄し、異なる内容の書状を用意した。その内容は「自身は老骨の身であり遠征の負担には耐えられないため、所領の兵の指揮は桓温に一任し、自らは閑職に退いて養生を取る」といったものであった。これを聞いた桓温は大いに喜び、すぐに郗愔を会稽郡太守へと左遷し、また平北将軍を兼任、徐州・兗州の兵権を手にした事でその軍事力を強大化させた。
4月、桓温は歩兵・騎兵計5万の軍勢を率いて北伐を開始したが、郗超は行軍の困難さを指摘したものの聞き入れられなかった。6月、桓温の軍は金郷に到着したものの、深刻な干害の発生により河川の水が干上がり水の供給が途絶えてしまった。桓温は冠軍将軍の毛穆之を派遣して現地で黄河に連なる汶水と南方の清水を結ぶ運河の開墾を行い、清水を通して黄河への水軍の進軍を試みたものの、郗超は無理があるとしてこれに反対した。桓温はこれを聞き入れず進軍したが、枋頭にて前燕の将軍である慕容垂の攻撃を受け大敗を喫した。
咸安元年（371年）、桓温は揚州の寿春を攻め落とした後、郗超に対し「これで枋頭での恥を雪げたと言えるだろうか」と問うと、郗超はこれに同意した。軍事面での結果が振るわなくなってから久しく、桓温は帝位簒奪の野心を抱くようになっていた。その夜、桓温の営中に赴いた郗超は、「明公（桓温）は既に最も重要な地位にあり、天下の責務は悉く公に帰するでしょう。伊霍の故事に倣う事がなければ、四海を制圧し天下を心服させる事はできない事になぜ気付かれないのですか！」と告げた。これを聞いた桓温は郗超の策謀に従って皇帝司馬奕を東海王、追って海西公に格下げし、代わって会稽王司馬昱を簡文帝として擁立した。
こうして桓温が朝廷の実権を握ると、百官は桓温の腹心である郗超を皆恐れるようになった。謝安と左衛将軍の王坦之が郗超に会いに行った際、2人は夕暮れ近くになっても面会する事ができなかった。王坦之は諦めて場を去ろうとしたものの、謝安は「天命を全うするためにも、ここで耐え忍ばなくては」と引き留めねばならなかったという。司徒左長史に転じたが、母の喪のため辞めた。喪が明けると散騎常侍を除授されたが、就任していなかった。臨海郡太守となり宣威将軍の号が加わったが、受けなかった。
太元2年（377年）12月、42歳で死去した。郗超は桓温の側近であったが、父の郗愔は晋王朝に忠実であったため、自らの行動を隠した。臨終の際、一つの本箱を文生に渡し「元々はこれを燃やそうとしたが、公（郗愔）は年老いたので必ず傷心が迷惑になるだろう。もし、私の死後に公の寝食に差し支えるとしたら、この本箱を呈するように。そうでなければ、直ちにこれを燃やせ」という遺言を残した。彼の死後、郗愔が悲嘆のあまり発病すると、文生は郗超の本箱を郗愔に呈した。その中には郗超が桓温と共に密謀した計略を書いた書簡があった。これを見た郗愔は「小子の死が遅れたのが恨めしいな！」と大怒し、痛哭を止めたという。

## 参考資料
- 中嶋隆藏：〈中國中世懺悔思想的開展──以郗超、蕭子良、智顗為討論中心 アーカイブ 2018年2月2日 - ウェイバックマシン〉。